# Villa Siegert
Villa Siegert (čp. 690) je secesní vila na Prunéřovském předměstí v Kadani. Nachází se na rohu ulic Kapitána Jaroše (dříve Nádražní třída) a Poštovní. Vila byla dokončena roku 1905 podle projektu kadaňského stavitele Johanna Petzeta. Stavebníky a prvními majiteli vily byli manželé Alois a Barbara Siegertovi. Alois Siegert byl sochař a kameník, součástí vily byla také jeho kamenická dílna.

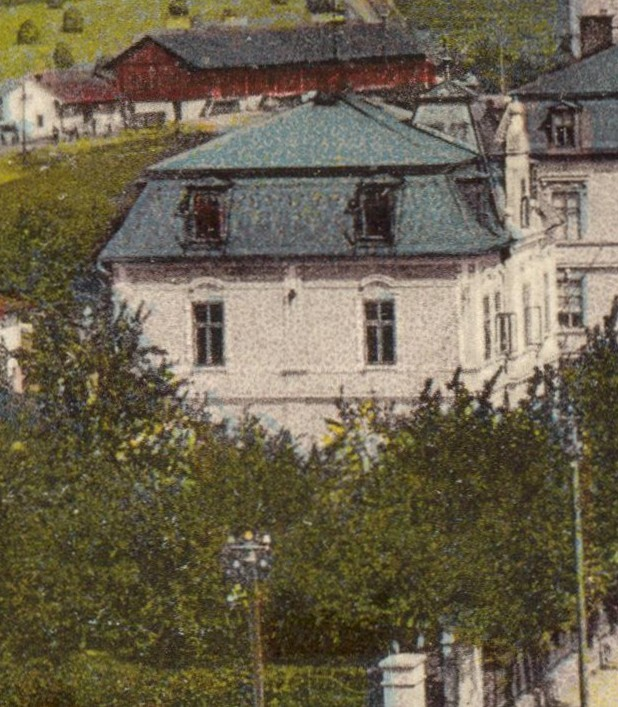
Villa Siegert na detailu kolorované historické pohlednice na počátku 20. století

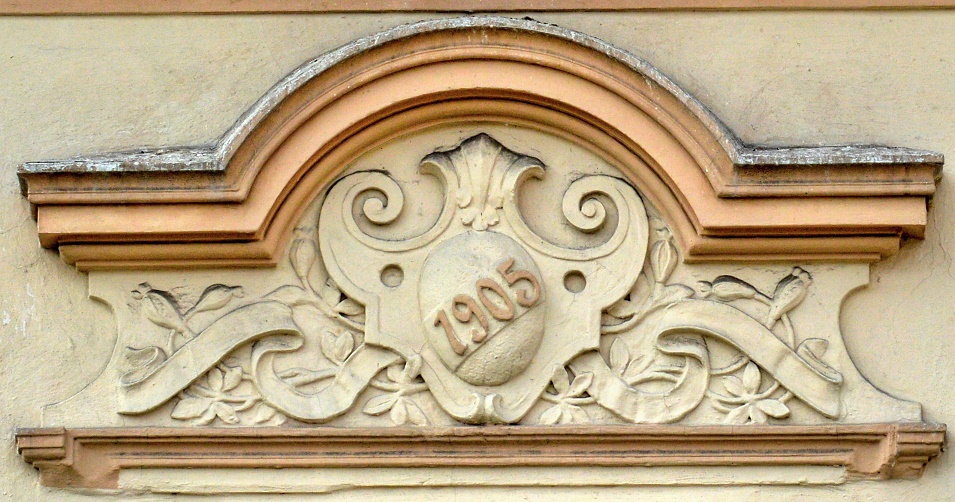
detail na fasádě vily Siegert v Kadani s letopočtem 1905

## Historie

### Výstavba
Villa Siegert je vystavěna v secesním stylu. Dnes je obklopena novou zástavbou, která vznikla po asanaci této části města v 70. letech 20. století. Během této asanace bylo zbořeno také několik sousedních vil. Projekt vily Siegert vznikl již roku 1904, když jej kadaňský stavitel Johann Petzet vyhotovil na objednávku sochaře a kameníka Aloise Siegerta (1858-1912), rodáka z Děčínska, a jeho choti Barbary, rozené Ulrich (1854-1917), původem z Chlumu sv. Maří na Sokolovsku. Letopočet 1905 zakomponovaný do fasády domu označuje rok dokončení stavby. Do prostor vily přesunul Alois Siegert také svou prosperující sochařskou a kamenickou dílnu.

### Majitelé
Manželé Alois a Barbara Siegertovi se vzali již roku 1884 v Jirkově na Chomutovsku a v roce 1885 přesídlili do Kadaně, kde si Alois Siegert založil sochařskou a kamenickou dílnu, ta se stala velice prosperující především díky zakázkám na pomníky a hrobky bohatých kadaňských měšťanů. Prosperující živnost umožnila manželům Siegertovým, aby si roku 1905 nechali vystavět novou vilu, Villu Siegert.
Když roku 1912 Alois Siegert zemřel, odkoupil vilu se zavedenou dílnou kameník Johann Sommer (1874-1915). Ten pocházel stejně jako Aloisova manželka ze Sokolovska a je pravděpodobné, že byl jejím příbuzným. Krátce nato roku 1915 však Johann náhle umírá a jedinou majitelkou vily a kamenické dílny se stává jeho manželka Marie Sommer (1876-1936), rodačka z Prunéřova. V písemných pramenech města Kadaně lze vyhledat, že Marie Sommer roku 1921 zažádala městský úřad o stavební povolení na zřízení nového obchodu s venkovním schodištěm do Nádražní třídy, opět dle projektu Johanna Petzeta. Žádost jí byla schválena v červenci 1922 za účasti radního Josefa Rösche, profesora střední zemědělské školy a významného kadaňského geologa. Marie Sommer zemřela roku 1936, v její dědické pozůstalosti byla uvedena nejen vila s kamenickou dílnou, ale také četné rozpracované náhrobní kameny umístěné v areálu vily. Dědicem vily, tehdy všeobecně známé jako Villa Sommer, byl syn Richard Sommer, narozený v Kadani. Richard však nepokračoval v rodinném řemesle, ale byl úředníkem. Roku 1929 se oženil s Marií, rozenou Schäfer, z Radonic.
Manželé Richard a Marie Sommerovi žili ve vile od roku 1930. Narodili se jim zde celkem tři děti: Richard (1930), Wilhelm (1933) a Annemarie (1935). Otec Richard Sommer byl v srpnu roku 1939 povolán k vojenské službě u německého wehrmachtu, válku prožil na četných bojištích druhé světové války a zpět do Kadaně se vrátil až dne 31. května 1945. Tehdy však z neznámých důvodů jeho manželka Marie již nebydlela ve vile, ale v podnájmu v domě U Minoritů (čp. 69) v ulici Boženy Němcové (tehdy Mozartova) na Starém Městě v Kadani. Nová česká samospráva následně nařídila Marii Sommer vystěhovat se do domku čp. 522 v Sukově ulici na Špitálském předměstí. Jelikož nařízení nezmiňuje jejího manžela, je pravděpodobné, že Richard Sommer byl někdy v té době jako voják wehrmachtu internován nebo zastřelen. Zřejmě pak byla rodina Sommerových ještě roku 1945 vystěhována a transportem poslána do okupačních zón poraženého Německa.